# 収穫加速の法則
収穫加速の法則（しゅうかくかそくのほうそく、英: The Law of Accelerating Returns）とは、アメリカの発明家レイ・カーツワイルが提唱した、一つの重要な発明は他の発明と結び付き、次の重要な発明の登場までの期間を短縮し、イノベーションの速度を加速することにより、科学技術は直線グラフ的ではなく指数関数的に進歩するという経験則である。また、彼がこの法則について言及したエッセイの表題でもある。伝統的な収穫逓減あるいは限定的な収穫逓増と対比する概念として提唱している。

## 収穫加速の法則と技術的特異点の到来

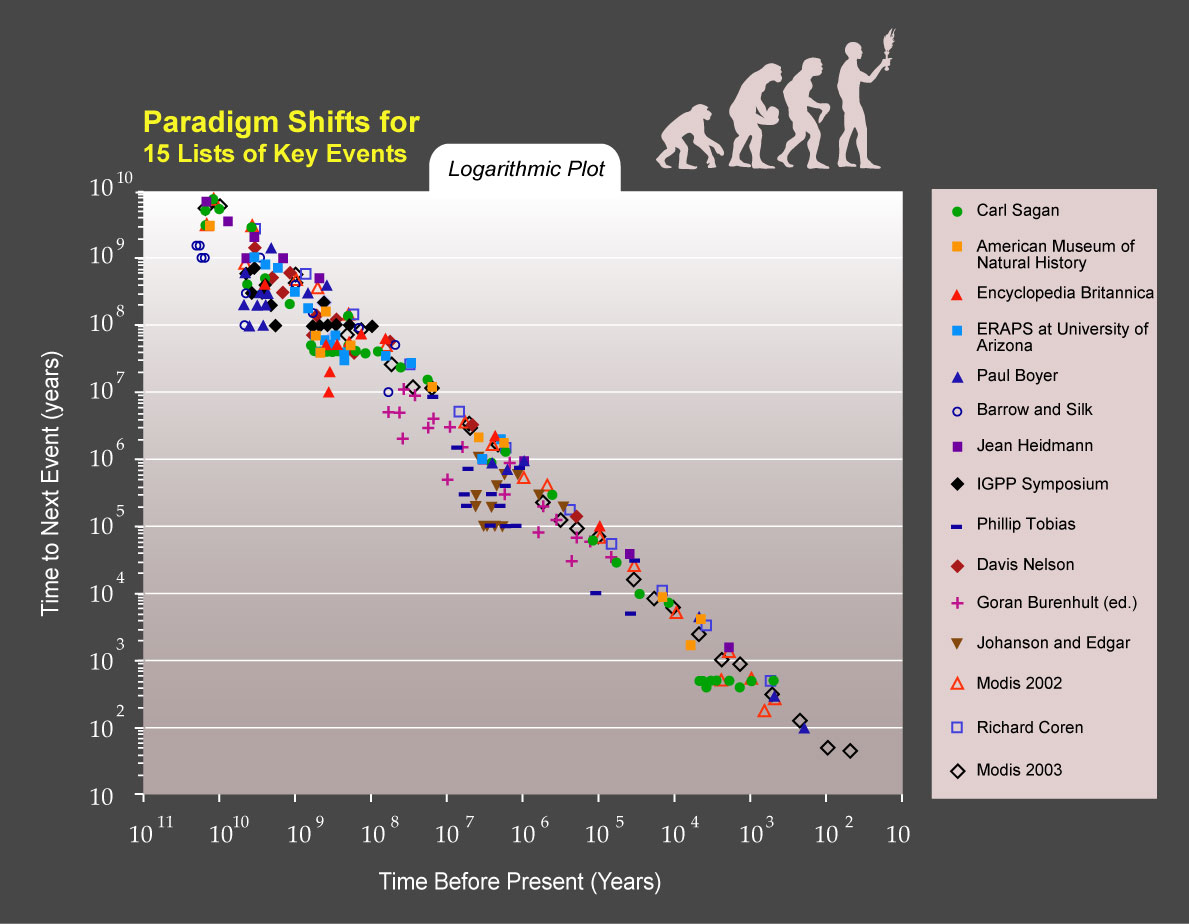
両対数グラフで示された、15の独立したリストでの人類史上のパラダイムシフトとなった重要な出来事。リストはカール・セーガン、ポール・D・ボイヤー、ブリタニカ百科事典、アメリカ自然史博物館、アリゾナ大学他。レイ・カーツワイル編集。

カーツワイルの唱えた収穫加速の法則は、技術革新のスピードに関する法則性だけを射程に入れたものではなく、広義の有用な情報量と定義される秩序とカオスと時間の関係の一般法則の下位法則として位置づけられている。これはエントロピー増大の法則を考慮にいれたもので、宇宙の秩序増大に関する法則性を射程に入れたものである。カーツワイルの定義によれば、収穫加速の法則は
| 「 | 秩序が指数関数的に成長すると、時間は指数関数的に速くなる — つまり、新たに大きな出来事が起きるまでの時間間隔は、時間の経過とともに短くなる。 | 」 |

というものである。
また収穫加速の法則は、生命進化のプロセスにも適用されており、DNAの成立、生殖という発明、発明を作る発明としての人間の誕生などを一元的に捉え、ムーアの法則によって示されたような秩序を増大させる技術革新はトランジスタ製造技術の枠を超えて継続するという主張を展開した。

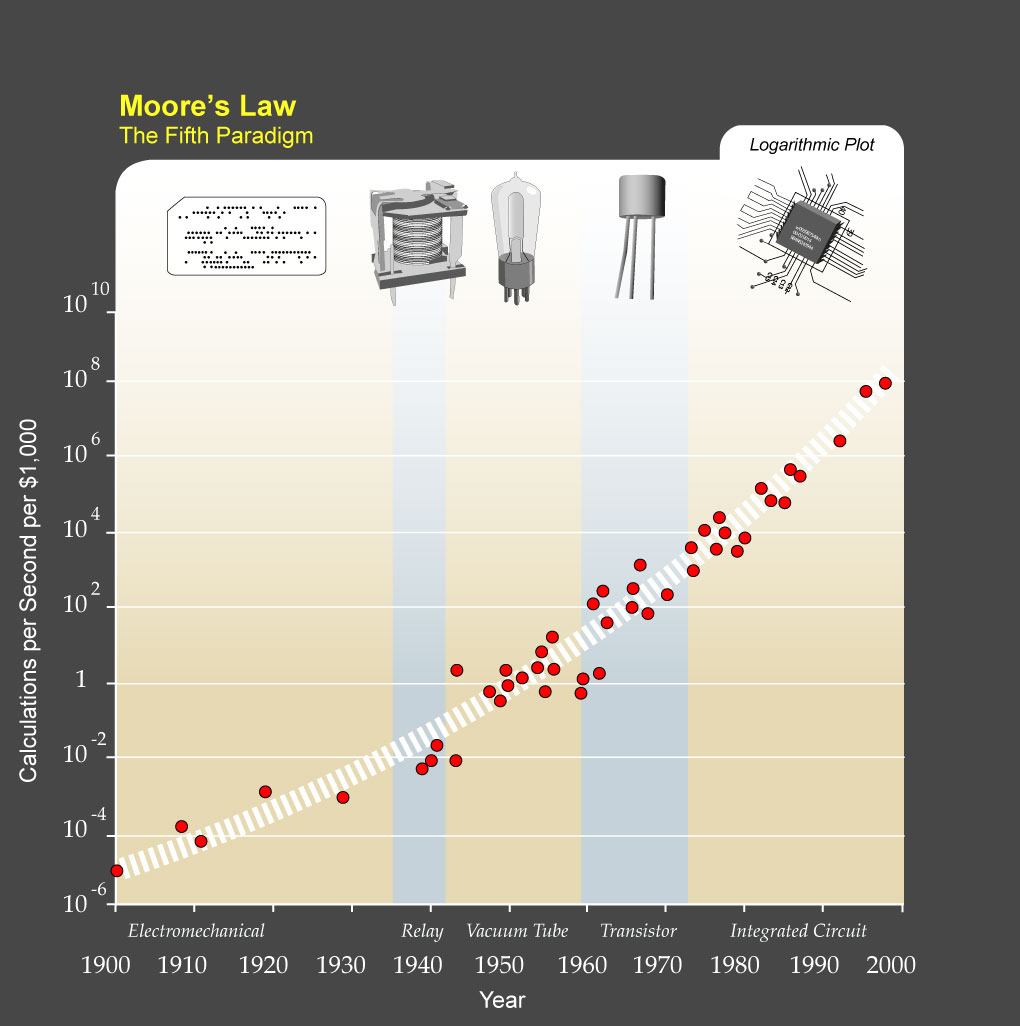
ムーアの法則を、カーツワイルが拡張したもの。集積回路の登場より以前のトランジスタ、真空管、リレー、電気機械式コンピュータまでさかのぼり、基本的なトレンドがパラダイムシフトによって維持されていることが示されている。

このプロセスの継続により、人間の脳の能力を数値化した際に、早ければスーパーコンピュータで2013年、1000ドルのパーソナルコンピュータで2020年ぐらいにその数値をコンピュータの能力が追い越し、2045年には100億ものオーダーに達することから、カーツワイルは「シンギュラリティ（技術的特異点）は近い」と結論付けた。
このような進歩の加速が起きる理由としては、以前の発明が次の発明が起きるまでの過程に応用され、以前の発明から次の発明までの期間を短縮するフィードバック作用が働いている事が挙げられる。
技術は相互作用し、加速度的に進歩する。この進歩の加速は主に微細加工技術に依る所が大きい。1970年代からの数十年に渡る微細加工技術の進歩でCPUが高速化し、パソコンと携帯電話の高機能化を支えた。
2007年、パソコンと携帯電話と液晶の技術が融合して登場したスマートフォンにより小型センサの開発が促進され、以前では小型化が難しかったドローンやVR・ARや3Dプリンタが2010年代中盤までに立て続けに小型化した。
ディスプレイは長らく標準解像度のブラウン管の時代が続いていたが、高性能なCPUやDSPと高精細な液晶ディスプレイが現れてからハイビジョンが一気に一般化し、微細加工技術の進歩に伴い、10年を待たずして4Kや8Kまでもが現実のものとなった。
CPUから派生したGPUの急速な進歩でAIの研究も促進された。計算速度の需要増加から、量子コンピュータの基礎研究も過熱している。
技術は社会的有用性を考慮して生み出される問題解決手法の1種であり、社会的需要の増加に伴う投資金額の増加も、技術の加速度的な進歩に大きな関わりがある。

## 批判
イノベーションの定義において厳密さを欠いており科学的でなく、本当に技術進歩が加速し続けているかは定かではない、という批判が挙がっている。
例えば、カーツワイルが主張する収穫加速の法則に対して、以下のような観点から批判がなされている。石器や冶金など、重要なテクノロジーが含まれていない一方で、コンピュータの発明とパーソナルコンピュータの発明のように、質的な違いが小さい近年のテクノロジーをパラダイムとして選択しており、現代に近づくにつれて技術開発が加速するという結論を示すため、恣意的にパラダイムを選んでいると批判されている。また、人類による言語の発展のように、時間的に広がりのある事象を単一の時点で表現していることも批判がある。一方、カーツワイルは、他の著名なパラダイムをグラフ化しても同様の結果が得られていると主張して、パラダイムを恣意的に選んでいるという批判に反論している。
また、生物学者、ブロガーのポール・ザカリー・マイヤーズは、生命の進化と人類の技術開発など、同一の基準で測定できない事象を比較し、そこから未来を予測することは「馬鹿げている」と評価している。